# Región de Nitra
La región de Nitra (en eslovaco: Nitriansky kraj) es una de las ocho regiones administrativas (kraj) de Eslovaquia. 
Limita al sur con Hungría, al oeste con la región de Trnava, al norte con la región de Trenčín y al este con la región de Banská Bystrica. La capital es la ciudad de Nitra. otras ciudades importantes son Topoľčany, Nové Zámky, Komárno y Levice. 
A norte el territorio es atravesado por los Cárpatos y se va allanando hacia el sur. La frontera meridional la constituye el Danubio. Otros ríos importantes de la región son el Váh, el Nitra y el Hron. 
En el sur reside una significativa minoría de lengua húngara, el centro principal es Komárno.

## Demografía
| Año        | 1994    | 2004    | 2014    | 2024    |
| ---------- | ------- | ------- | ------- | ------- |
| Población  | 718 358 | 709 350 | 684 922 | 665 600 |
| Diferencia |         | −1,25 % | −3,44 % | −2,82 % |

| Año        | 2023    | 2024    |
| ---------- | ------- | ------- |
| Población  | 668 301 | 665 600 |
| Diferencia |         | −0,40 % |

## Distritos

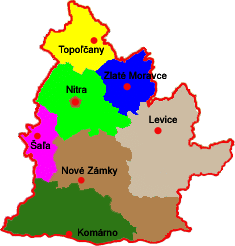
Distritos de la región de Nitra.

La región de Nitra se subdivide en 7 distritos (en eslovaco okresy):
- Distrito de Komárno
- Distrito de Levice
- Distrito de Nitra
- Distrito de Nové Zámky
- Distrito de Šaľa
- Distrito de Topoľčany
- Distrito de Zlaté Moravce

## Municipios
Cuenta con 354 municipios